# Tillandsia intermedia
Tillandsia intermedia är en gräsväxtart som beskrevs av Carl Christian Mez. Tillandsia intermedia ingår i släktet Tillandsia och familjen Bromeliaceae. Inga underarter finns listade i Catalogue of Life.